# Bălăban roșu
Bălăban roșu este un vechi soi românesc de struguri.